# Wilhelm Hahnemann
Wilhelm «Willy» Hahnemann (Viena, 14 de abril de 1914-ibídem, 23 de agosto de 1991) fue un jugador, entrenador de fútbol y tenista austríaco, que también tuvo nacionalidad alemana entre 1938 y 1945 debido al Anschluss. En su etapa como jugador profesional se desempeñaba como delantero.

## Fallecimiento
Colapsó muerto en una cancha de tenis en Viena el 23 de agosto de 1991, a la edad de 77 años. En 1993, una calle de Viena se nombró Hahnemanngasse en su honor.

## Selección nacional

### Austria
Fue internacional con la selección austríaca en 23 ocasiones y convirtió 4 goles. Fue el capitán de su selección en los Juegos Olímpicos de 1948.

#### Participaciones en Juegos Olímpicos
| Olimpiada                        | Sede        | Resultado        | Partidos | Goles |
| -------------------------------- | ----------- | ---------------- | -------- | ----- |
| Juegos Olímpicos de Londres 1948 | Reino Unido | Octavos de final | 1        | 0     |

### Alemania
Tras la anexión de Austria a la Alemania nazi, disputó 23 partidos internacionales con la selección alemana y convirtió 16 goles. Fue convocado para disputar la Copa del Mundo de 1938.

#### Participaciones en Copas del Mundo
| Mundial                        | Sede    | Resultado        | Partidos | Goles |
| ------------------------------ | ------- | ---------------- | -------- | ----- |
| Copa Mundial de Fútbol de 1938 | Francia | Octavos de final | 2        | 1     |

## Clubes

### Como jugador
| Club         | País          | Año       |
| ------------ | ------------- | --------- |
| Admira Viena | Alemania nazi | 1931-1941 |
| Wacker Viena | Austria       | 1945-1950 |

### Como entrenador
| Club                 | País             | Año       |
| -------------------- | ---------------- | --------- |
| First Vienna         | Austria          | 1952-1953 |
| SpVgg Greuther Fürth | Alemania Federal | 1953-1955 |
| Grasshoppers         | Suiza            | 1955-1958 |
| Biel-Bienne          | Suiza            | 1958-1959 |
| Biel-Bienne          | Suiza            | 1961-1962 |
| Lausanne Sport       | Suiza            | 1966-1967 |

## Palmarés

### Como jugador

#### Campeonatos regionales
| Título          | Club         | País          | Año  |
| --------------- | ------------ | ------------- | ---- |
| Gauliga Ostmark | Admira Viena | Alemania nazi | 1939 |

#### Campeonatos nacionales
| Título               | Club         | País    | Año  |
| -------------------- | ------------ | ------- | ---- |
| Campeonato austríaco | Admira Viena | Austria | 1932 |
| Copa de Austria      | Admira Viena | Austria | 1932 |
| Campeonato austríaco | Admira Viena | Austria | 1934 |
| Copa de Austria      | Admira Viena | Austria | 1934 |
| Campeonato austríaco | Admira Viena | Austria | 1936 |
| Campeonato austríaco | Admira Viena | Austria | 1937 |
| Campeonato austríaco | Wacker Viena | Austria | 1947 |
| Copa de Austria      | Wacker Viena | Austria | 1947 |

#### Distinciones individuales
| Distinción                               | Año  |
| ---------------------------------------- | ---- |
| Máximo goleador del Campeonato austríaco | 1936 |

### Como entrenador

#### Campeonatos nacionales
| Título         | Club         | País  | Año  |
| -------------- | ------------ | ----- | ---- |
| Nationalliga A | Grasshoppers | Suiza | 1956 |
| Copa Suiza     | Grasshoppers | Suiza | 1956 |